# Acuerdo sobre Solución Autónoma de Conflictos laborales
El Acuerdo sobre Solución Autónoma de Conflictos laborales (ASAC) tiene por objeto el mantenimiento y desarrollo de un sistema autónomo de solución de los conflictos colectivos laborales surgidos entre empresarios y trabajadores o sus respectivas organizaciones representativas (artículo 1.1 ASAC) a través de los procedimientos de mediación y arbitraje que gestiona el Servicio Interconfederal de Mediación y Arbitraje (SIMA). Fue suscrito por CC.OO., UGT, CEOE y CEPYME, como organizaciones sindicales y empresariales más representativas en el ámbito estatal de España el 7 de febrero de 2012 y publicado en el BOE de 23 de febrero de 2012.

## Antecedentes
El I Acuerdo sobre Solución Extrajudicial de Conflictos colectivos laborales (ASEC) fue suscrito el 25 de enero de 1996 y publicado en el BOE de 8 de febrero de 1996. Según su artículo 1.1, el Objeto de dicho Acuerdo consistía en la "...creación y desarrollo de un sistema de solución de los conflictos colectivos laborales surgidos entre empresarios y trabajadores o sus respectivas organizaciones representativas".
Finalizada su vigencia el 31 de diciembre de 2000, han sido suscritos sucesivos Acuerdos que han mantenido el sistema de solución no judicial de conflictos instaurado hasta la actualidad, momento en el que se encuentra vigente el ASAC V, cuyo ámbito temporal finaliza el 31 de diciembre de 2016.
En cada una de las distintas comunidades autónomas existe un acuerdo específico sobre solución extrajudicial de conflictos, contando cada una con su propio organismo gestor independiente de la Fundación SIMA y con una regulación propia de los procedimientos que se gestionan. Tal es el ejemplo del PRECO en el País Vasco o del Tribunal Laboral de Navarra, entre otros.

## Solución autónoma de conflictos
Si bien en la denominación de los cuatro primeros Acuerdos se mantuvo el adjetivo de "extrajudicial" -posiblemente para señalar que el ámbito de actuación del sistema que se establecía se producía al margen de la jurisdicción social-, a partir del V Acuerdo se ha optado por modificar el título y sustituir "extrajudicial" por "autónoma", en aras de poner el acento no tanto en que la solución al conflicto que se pretende pueda producirse al margen de los tribunales, sino en que se alcanzaría con el protagonismo absoluto de las partes, sin que sea necesaria la intervención de un tercero extraño al conflicto. Se destaca así la idea de que el mediador o árbitro no son ajenos a las partes.
El día 26 de noviembre de 2020 se renovó el VI ASEC.